# Samvirke
Samvirke er Danmarks største og mest læste månedsmagasin med et oplag på 300.000 eksemplarer. Magasinet læses hver måned af over 1,1 million læsere og skriver om stofområderne mad, sundhed og forbrug.
Folkeoplysning har fra etableringen af Danmarks første levedygtige brugsforening i 1866 været en væsentlig del af brugsforeningernes virke. FDB's første formand, Severin Jørgensen, var en flittig skribent og havde allerede som uddeler i Vester Nebel Brugsforening i tiden før stiftelsen af FDB været initiativtager til at udgive Maanedsblad for jydske Brugsforeninger. Med etableringen af FDB i 1896 blev dette blad til Maanedsblad for danske Brugsforeninger. I 1928 valgte FDB's bestyrelse ikke blot at sende et månedligt blad til brugsforeningerne, men begyndte at udgive Brugsforenings-Bladet til uddeling blandt foreningernes medlemmer. I 1945 ændrede Brugsforenings-Bladet navn til Samvirke.  Samtlige artikler fra 1928 til nu kan findes på Samvirke Classic.
Samvirke hører med sine digitale kanaler (samvirke.dk og Samvirke på Facebook, Instagram mv.) blandt de store digitale medieudbydere med op mod 1 million månedlige besøgende.
Samvirke er udgivet af Coop amba.